# Мостовая улица (Санкт-Петербург)
Мостова́я улица — ныне официально несуществующая улица в Кировском районе. Проходит от проспекта Стачек до также упразднённой Речной улицы на территории парка Александрино.

## Название

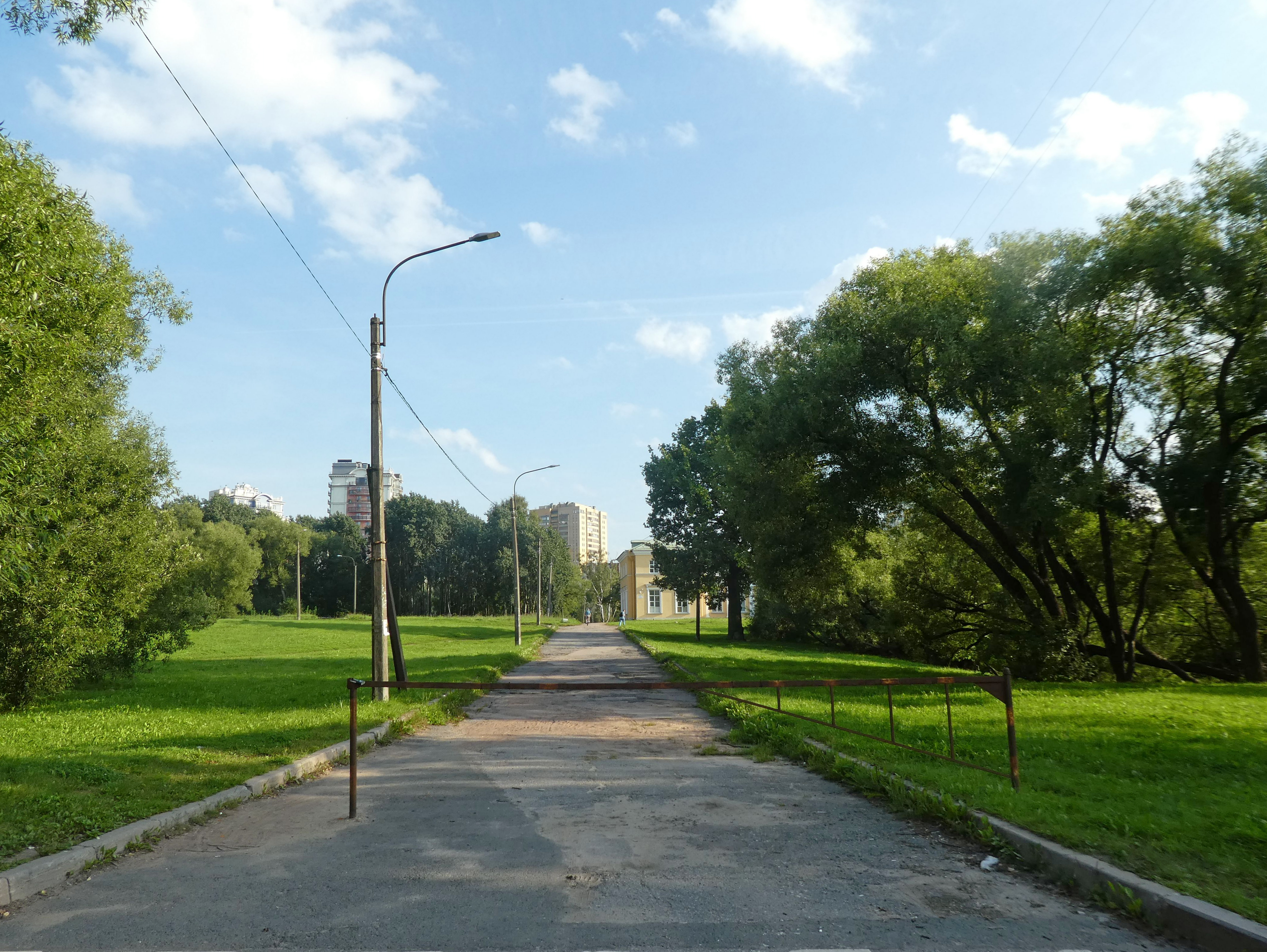
Перегороженная улица (вид от проспекта Стачек)

Название улицы возникло в довоенный период и связано с тем, что в начале улицы находился мост через ручей, впадавший в реку Новую. 4 декабря 1974 года ввиду поглощения большей части её трассы новой застройкой улицу упразднили. 5 июня 2001 года для небольшого её участка название было восстановлено, однако 31 января 2017 года вновь упразднено. Тем не менее, на проспекте Стачек есть указатель с названием Мостовой улицы.